# 吴乐宝
吴乐宝（1983年6月8日—），安徽蚌埠人，男性，毕业于哈尔滨工程大学，曾任教蚌埠电子学院，因在推特上转发关于中国茉莉花革命的信息而被刑事拘留，后在澳大利亚寻求政治庇护。

## 简历
2011年2月25日，维权人士钱进因在网络上谈及中国茉莉花革命“被精神病”后，吴乐宝和张林、李文革等蚌埠民运人士前往探望，遭到国保拦截并被带去公安局问话。
2011年3月起，吴乐宝因在Twitter转发中国茉莉花革命资讯，开始不断被公安传唤。
2011年7月14日，吴乐宝被正式逮捕、抄家，关押蚌埠市行政拘留所十天，随后以涉嫌煽动颠覆国家政权罪刑事拘留于蚌埠市第二看守所三个月，期间朋友探望亦“被喝茶”。
2011年10月28日，吴乐宝以“取保候审”形式获释，但被禁止继续与其他民运人士会面。
2013年2月，吴乐宝在收到蚌埠市人民检察院不作起诉书后，出境前往澳大利亚寻求政治庇护。
2015年5月，吴乐宝参与古懿六四公开信的联署。